# Hôtel de la Caisse d'épargne de Saint-Galmier
L'hôtel de la Caisse d'épargne est un bâtiment du début du XXe siècle situé à Saint-Galmier, en France.

## Situation et accès
L'édifice est situé au no 16 de la rue Didier-Guetton, à l'angle de la place Peyret-Lacombe, dans le centre-ville de Saint-Galmier, et plus largement au sud du département de la Loire.

## Histoire

### Fondation
La Caisse d'épargne de Saint-Étienne décide d'édifier un hôtel pour les services de sa succursale de Saint-Galmier. Il est élevé selon les plans de l'architecte départemental Beruard.

### Inauguration
La cérémonie d'inauguration a lieu le 7 mai 1905, sous la présidence du préfet de la Loire, Frédéric Mascle.
À 10 h, le conseil municipal et le conseil des directeurs de la succursale, escortés par la Société philharmonique, le Cercle chorale de la source Badoit ainsi que par les sociétés locales avec leurs tambours et clairons, se rendent aux promenades de Bellegarde où a été dressé par la Municipalité un arc de triomphe avec l'inscription « Honneur à l'épargne ». Ils y reçoivent le préfet Mascle ainsi que le sous-préfet de Montbrison, Léon Delbarre ; le président, le vice-président et le conseil des directeurs de la Caisse d'épargne de Saint-Étienne ; les déléguées des succursales de Boën, Bourg-Argental, Firminy, Le Chambon-Feugerolles, La Ricamarie, Saint-Bonnet-le-Château, Saint-Héand, Saint-Rambert-sur-Loire (de nos jours, Saint-Just-Saint-Rambert), etc. Le maire, Joseph Desjoyaux, souhaite la bienvenue aux délégations, puis accompagne le préfet Mascle dans les bâtiments en construction de l'école publique de filles, situés non loin.
Le cortège se dirige par la suite à l'hôtel de ville où on l'on sert un vin d'honneur avant de rejoindre l'hôtel de la Caisse d'épargne. Le secrétaire du conseil d'administration Rauzier y prononce un discours, suivi par le préfet. La cérémonie se termine par la distribution de dix livrets offerts par la Caisse d'épargne aux enfants des écoles publiques et de seize autres offerts par des particuliers aux enfants des écoles libres. À 12 h, dans la grande salle de l'hôtel de ville, on sert un banquet de 105 couverts, offert par l'administration de la Caisse d'épargne. À cette occasion, le préfet lève son verre de champagne en l'honneur du président de la République, Émile Loubet,  et félicite les habitants. Le maire remercie à son tour, au nom de la population, tous ceux qui ont contribué et contribuent à la prospérité de l'épargne populaire.
À 15 h 30, la Société philharmonique et le Cercle choral de la source Badoit donnent un concert avec une grande animation. Enfin, à 20 h 30, on tire un feu d'artifice devant le nouvel hôtel de la Caisse d'épargne, non loin duquel l'hôtel de ville est illuminé à l'occasion ; ces animations recueillent un important succès.

## Structure
L'édifice s'élève sur deux niveaux et adopte un plan dans l'ensemble triangulaire par sa situation à l'intersection de deux voies. À cet angle se dresse une rotonde avec dôme coiffé d'un épi de faîtage remarquable. L'entrée principale, située dans cette rotonde, est surmontée d'un mascaron au-dessus duquel se rattache un mince balcon, au premier étage, avec l'inscription de la raison sociale « CAISSE / D’EPARGNE » en lettres vertes foncées sur fond vert asperge. La fenêtre du premier étage de cette rotonde est surmontée d'un fronton.